# Marbrier
Le marbrier est un artisan qui travaille le marbre, ou encore celui qui fait commerce du marbre. Son travail consiste à polir, ou scier le marbre pour lui donner un aspect fini. Le marbrier doit s'adapter aux qualités intrinsèques du marbre, à savoir son niveau de dureté et de solidité qui le rend apte à être poli et sculpté.
Le marbrier désigne aussi l'ouvrier qui peint les diverses espèces de marbres, ce qu'on appelle en termes de peinture, marbrer.

## Les matériaux utilisés par le marbrier
Le marbrier peut utiliser différents types de marbre :
- Le marbre statuaire, utilisé pour faire des statues.
- Le marbre d'Arundel ou d'Oxford.
- Les marbres cipolins.
- Les marbres blancs ou saccharoïdes, dont le marbre de Ravaccione, le marbre de Paros.
- Les marbres colorés, rouges, verts ou noirs.

## Les techniques utilisées
Le marbrier peut découper le marbre à l'aide d'un fil hélicoïdal, en acier. Puis le dressage des plaques de marbre permet, grâce au frottement, de supprimer les imperfections du marbre, et lui donner un aspect poli. Au dressage, succède le doucissage, qui permet de polir le marbre et s'effectue avec du grès en grain. Le doucissage peut être réalisé à la main, et le marbrier frotte dans l'eau avec les morceaux de grès. Enfin, quand le polissage est fini, le marbrier nettoie la surface des marbres et augmente son brillant avec la technique de l'encaustique.